# Suzannah Mirghani
Suzannah Mirghani (Sudán, 1978) es una escritora, investigadora y cineasta independiente sudanesa - rusa radicada en Catar. Es conocida por el galardonado cortometraje de 2021 Al-Sit. Se convirtió en Subdirectora de Publicaciones en el Centro de Estudios Internacionales y Regionales (CIRS) de la Universidad de Georgetown en Catar.

## Trayectoria
Se graduó en estudios de medios y de museos en el University College London Qatar (UCL Catar). Obtuvo un máster en Comunicación y Estudios de Medios en la Universidad del Mediterráneo Este en Chipre del Norte. Su hermana Julietta Mirghani también es productora de cine.
En 2011, actuó en el cortometraje Re: Move dirigido por Eric Priezkalns interpretando el papel principal. Ese mismo año debutó como directora con el cortometraje Hamour. En 2014, dirigió el cortometraje Hind's Dream, que recibió elogios de la crítica y ganó el premio a la "visión artística y guion poético" en el Festival de Cine de Ajyal de 2014. En 2015, el cortometraje también fue seleccionado oficialmente para el rincón de cortometrajes del Festival de Cannes 2015. En 2016 dirigió el corto Caravan.
En 2021 dirigió el cortometraje Al-Sit, que marcó un hito en su carrera cinematográfica. La película ganó 23 premios internacionales, incluidos tres premios de calificación para el Premio de la Academia en 2021, donde los críticos consideraron la película como una de las mejores películas sudanesas hasta la fecha. Aparte de eso, la película se clasificó automáticamente para ingresar a la categoría de competencia de cortometrajes en los Premios Oscar, tras ganar el premio Grand Prix en el Festival Internacional de Cine de Tampere 2021 en Finlandia. Mirghani también ganó el Premio de la Competencia Internacional de Cortometrajes a la Mejor Directora en el Festival Internacional de Cine de Mujeres de Beirut, el premio a la Excelencia en Cinematografía de Mujeres en el Festival de Cine Independiente Europeo de ECU y a la Excelencia en Cine de Mujeres por Corto dramático en el Festival de Cine Independiente Europeo.
En 2020, fue seleccionada para ser miembro del jurado del Festival Internacional de Cine de Sudán (SIFF). En 2021, realizó el documental Virtual Voice, que se estrenó en el Festival de Cine de Tribeca. Ese mismo año, realizó su primer largometraje Cotton Queen, una historia ambientada en los campos de algodón de Sudán. Ambas películas fueron seleccionadas posteriormente en Qumra 2021.
Además del cine, también es autora y editora de varios libros académicos y ha publicado cuentos y poesía. Es autora de "Mercados objetivo: el terrorismo internacional se encuentra con el capitalismo global en el centro comercial" (Transcript Press, 2017); “Ciudadanía del consumidor: identidad nacional y mercancía de museo en Qatar”, Middle East Journal 73, no. 4 (2019). Es la editora de Arte y Producción Cultural en el Consejo de Cooperación del Golfo, Routledge, en 2017. También es coeditora de Bullets and Bulletins como "Medios y política a raíz de los levantamientos árabes" y "Seguridad alimentaria en el Medio Oriente". Además, contribuyó y apareció en 2007 en el International Feminist Journal of Politics y en 2009 en el Journeys Home: An Anthology of Contemporary African Diasporic Experience.

## Filmografía
| Año  | Película              | Papel                                                                                 | Género                  | Árbitro. |
| ---- | --------------------- | ------------------------------------------------------------------------------------- | ----------------------- | -------- |
| 2011 | Re:Move               | Suzi                                                                                  | Cortometraje            |          |
| 2011 | Hamour                | Directora, Guionista                                                                  | Cortometraje            |          |
| 2014 | Hind's Dream          | Directora, guionista, editora, productora, directora de fotografía                    | Cortometraje            |          |
| 2016 | Caravan               | Directora, guionista, editora, productora                                             | Cortometraje            |          |
| 2017 | There be dragons      | Directora, guionista, Editora, Productora                                             | Cortometraje            |          |
| 2020 | Al-Sit                | Directoraa, guionista, Editora, Productora                                            | Cortometraje            |          |
| 2021 | Virtual Voice         | Directora, guionista, editora, productora, directora de fotografía, directora de arte | Cortometraje documental | [ 15 ]   |
| 2021 | And I Was Left Behind | Subgerente                                                                            | Cortometraje documental |          |
| 2021 | Cotton Queen          | Directora, guionista                                                                  | Película                |          |